# 奈良市消防局
奈良市消防局（ならししょうぼうきょく）は、奈良県奈良市の消防部局（消防本部）。

## 沿革
- 1948年4月 - 奈良市消防本部として発足
- 1989年4月 - 警防課に特別救助隊を設置。
- 1993年5月 - 高規格救急車を購入し救急救命士の業務開始。
- 1998年4月 - 奈良市消防局に組織変更。奈良県消防防災ヘリコプターの導入に伴い隊長を派遣
- 2001年4月 - 4出張所を分署に名称変更し南部分署に救急隊を設置、東・中消防署に特別救助隊を設置。国際消防救助隊に8名を登録。
- 2004年7月18日 - 福井豪雨災害に緊急消防援助隊を派遣する
- 2010年4月 - 南消防署に高度救助隊を設置。
- 2011年3月12日 - 東北地方太平洋沖地震に伴う東日本大震災に対して消防庁の要請を受けて緊急消防援助隊を宮城県に派遣。
  - 9月7日 - 平成23年台風第12号の県内消防応援隊として出場する。
- 2016年4月1日 - 消防広域化の一環として、生駒市消防本部から通信指令業務を受託。
- 2020年11月1日 - 35mはしご車1台を相楽中部消防組合と共同で運用開始（北消防署に配備）
- 2023年3月31日 - 防災指導車の運用に伴い、奈良市防災センターが閉館

## 組織
・本部
総務課
消防課
予防課
救急課
指令課
| 消防署     | 住所         | 分署                                        | 出張所 |
| ---------- | ------------ | ------------------------------------------- | ------ |
| 南消防署   | 八条5-404-1  | 西大寺：二条町2-1-1                         | なし   |
| 中央消防署 | 西木辻町43   | 佐保：法蓮町926-4 南部：横井5-497-3         | なし   |
| 西消防署   | 学園北1-16-1 | 富雄：三碓6-10-40                           |        |
| 北消防署   | 右京2-1-1    | なし                                        | なし   |
| 東消防署   | 針町647-1    | 東部：大柳生町1232 月ヶ瀬：月ヶ瀬尾山3395-2 | なし   |

## 主力機械
- 消防ポンプ車：13
- 水槽付き消防ポンプ車：4
- 化学車：2
- はしご車：4（うち1台は相楽中部消防組合と共同運用（上述））
- 高所救助放水車：1
- 高規格救急車：13
- 災害対応特殊救急車：3
- 救助工作車：5
- 電源車：1
- 指令車：9
- 広報車：5
- 査察車：10
- 支援車：2
- バス：1
- 楽器搬送車：1
- 搬送車：6
- 中型水陸両用車：1
- 輸送車：1
- 燃料補給車：1
- 予防啓発車：1
- 連絡車：1
- 軽4輪積載車：1
- 原動機付自動車：16

【主力機械に関する参考文献：令和4年度消防年報】